# Anthrenus kryzhanovskii
Anthrenus kryzhanovskii là một loài bọ cánh cứng trong họ Dermestidae. Loài này được Sokolov miêu tả khoa học năm 1979.